# 珠柄

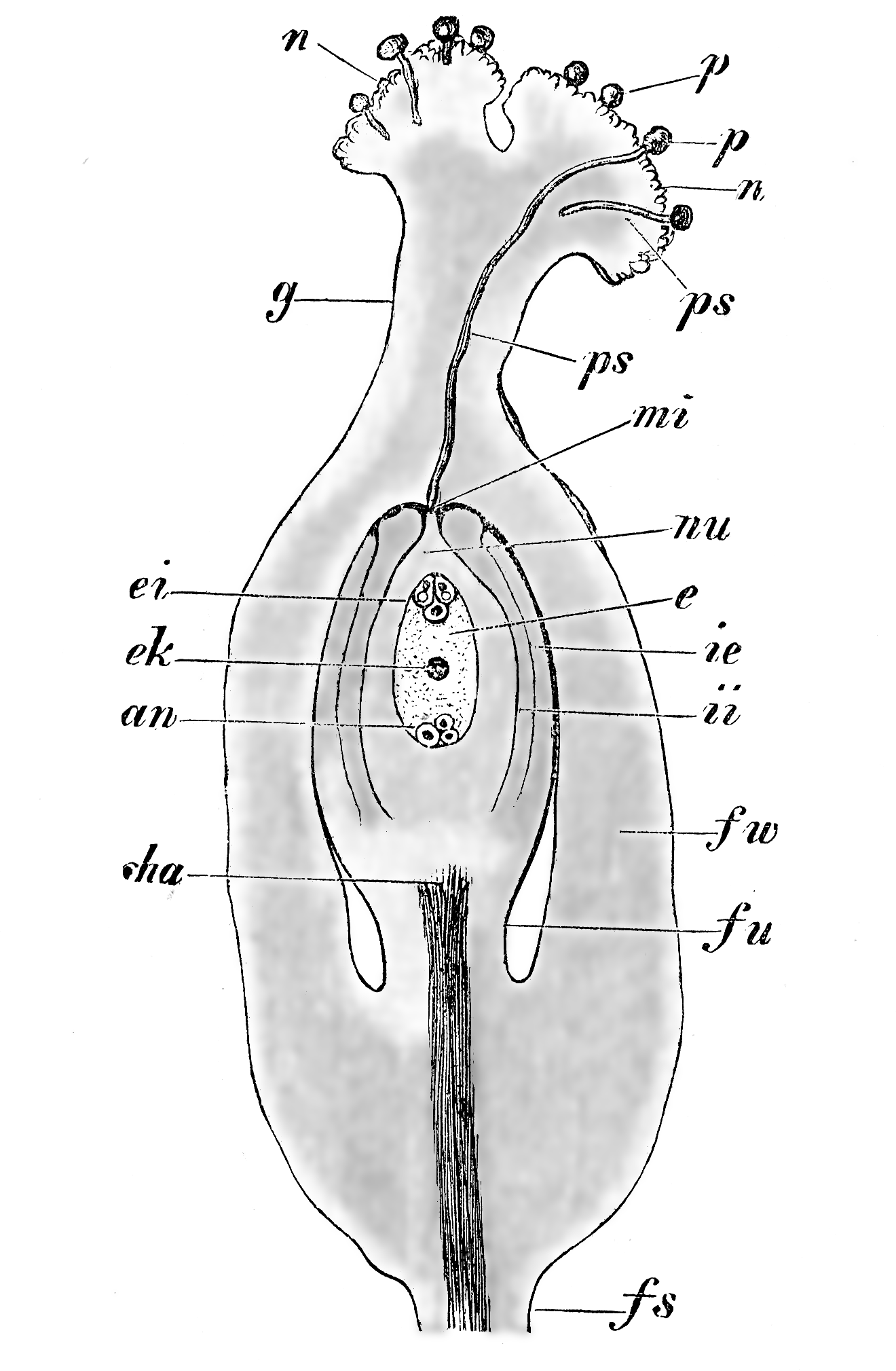
卷茎蓼（Fallopia convolvulus）的子房剖面圖：fu所標示的就是其珠柄。

珠柄（拉丁語：Funicule，意思就是「小柄」）是植物学上與珠被、珠心及合點（Chalaza）共同組成胚珠的外側組織，將種子與胎座連結起來。